# 일반 혈액 검사

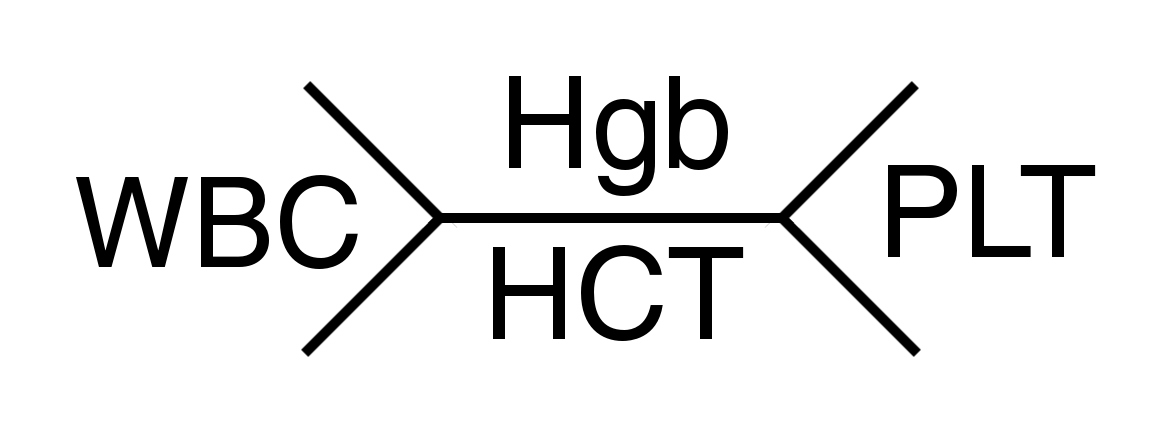
일반 혈액 검사 결과를 도식으로 나타낸 것.
Hgb=헤모글로빈(기준치 120-175 g/L),
WBC=백혈구(3.5-11 x 10^{9}/L),
Plt=혈소판(140-450 x 10^{9}/L),
Hct=적혈구용적률(31-53%)

일반 혈액 검사(一般血液檢査, 영어: complete blood cell count, CBC 또는 full blood count, FBC) 또는 전체 혈구 계산(全體血球計算)은 혈액에서 백혈구 수와 혈소판 수 등을 체크하는 것을 말한다. 의사나 의료 전문가가 환자의 혈액에 있는 세포에 대하여 알고자 할 때 행한다. 의료 전문가의 요청에 따라 실험실에서 검사를 수행하고 결과를 통보한다. 혈액 배양 검사가 결과를 얻기까지 수 일이 걸리는 것과 달리 바로 검사 결과를 얻을 수 있다.
19세기부터 임상 목적으로 혈액 세포를 검사하였다. 자동화된 일반 혈액 검사 기기는 1950년대와 1960년대를 거치면서 개발되었다.
혈류를 따라 순환하는 세포는 일반적으로 백혈구, 적혈구, 혈소판으로 나눌 수 있다. 혈구 수가 비정상적으로 높거나 낮으면 질병이 있다는 것을 나타내므로 환자의 전반적인 건강 상태에 대한 정보를 얻기 위한 목적으로 의학계에서 가장 널리 사용되는 혈액 검사이다. 일반 혈액 검사는 지역에 따라 매년 신체검사의 일환으로 흔히 시행된다.

## 의학적 사용
일반 혈액 검사는 전반적인 건강을 확인하고 몇몇 질병을 선별하거나, 진단을 확인하고 치료가 신체에 미친 영향을 감시하는데 이용된다.
수혈이 필요한 환자의 경우 일반 혈구 검사 결과를 이용하여 수혈량을 결정에 도움을 줄 수 있다. 이 경우에 환자는 하루에 한 번만 일반 혈액 검사를 받고, 그 결과에 따라 적혈구나 혈소판을 수혈한다. 하루에 여러 번 혈액을 채취하는 것은 과다한 정맥절개로, 추가적으로 수혈이나 치료를 불필요하게 더 받아야 할 수 있다.

## 절차
채혈 전문의가 정맥에 바늘을 꽂아서 피를 뽑는다. 이 때 시험관에는 혈액응고를 막는 항응고제(주로 EDTA나 때로는 시트르산염)가 들어있다. 채취한 혈액은 실험실로 이동한다. 손가락에서 파스퇴르 피펫을 이용하여 혈액을 채취하여 바로 자동 계수기에서 다음 과정을 처리하는 경우도 있다.
과거에는 환자 혈액을 도말한 슬라이드를 현미경으로 관찰하면서 수작업으로 세포를 세었다. 현재는 자동 분석기가 있어 수작업에 필요했던 양의 10-20% 만으로 자동 분석한다.

### 자동 혈액 검사

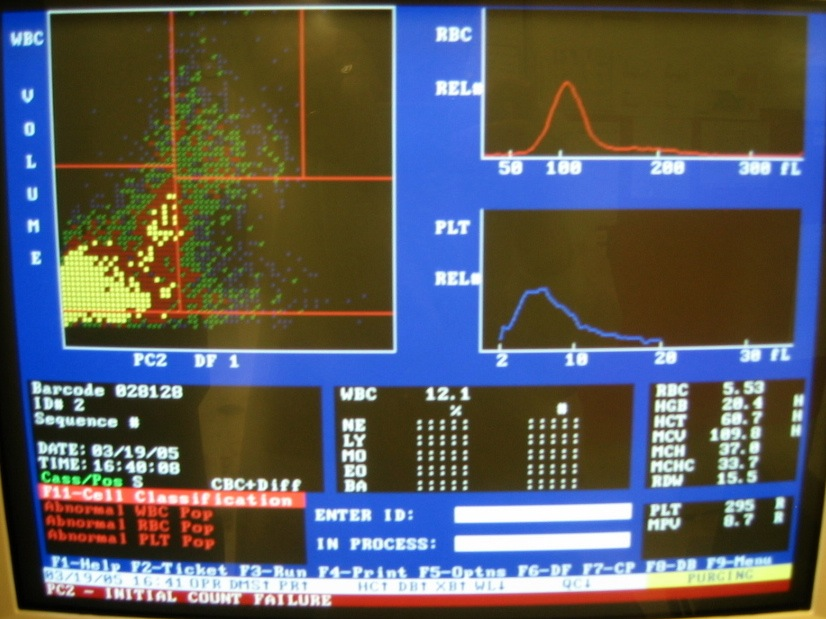
자동 분석기를 통한 일반 혈액 검사

전체 혈액 검사에는 일반 혈액 검사와 백혈구 감별검사(LDC)가 포함된다. 현대의 자동 분석기는 더욱 많은 정보를 제공한다.
채취한 혈액을 잘 섞어서(흔들지는 않는다) 분석기의 선반에 올린다. 자동 분석기는 세포를 흘려보내면서 광도계와 관을 통하여 혈액에 있는 요소들을 검사한다. 세포를 세는데 관여하는 부분이 혈액에 있는 세포의 수와 세포 종류를 센다. 결과는 인쇄물이나 컴퓨터로 보내져 검토할 수 있다.
세포계수기는 가느다란 관으로 표본에서 극히 미량만 흡입하여 레이저 유세포분석기로 전달한다. 레이저 감지기가 미세한 관을 지나는 세포 수를 세고, 어떤 세포인지 구분한다. 이를 유세포분석이라 한다. 유세포분석기에 있는 주요 감지기는 빛 감지기와 전기적 임피던스 감지기로 나뉜다. 어떤 분석기기는 세포의 크기와 관을 지나면서 빛을 산란하는 특성에 따라 세포를 분석한다. 기타 세포의 특성에 따라 세포를 분류하기도 한다.
자동 세포계수기는 세포를 많이 세기 때문에 결과가 정밀하다. 하지만 혈액에 비정상적인 세포가 있을 때에는 바르게 확인하지 못할 수 있으므로 사람이 기기의 결과를 확인하고 그런 세포를 분류하여야 한다.
자동 혈액 분석기는 혈액과 각 적혈구에 있는 헤모글로빈의 양을 측정하기도 한다. 적혈구가 희석액에 용해되어 분광분석기 큐벳으로 이동한다. 용해물의 색이 변화에 따라 혈중 헤모글로빈 양을 정한다. 빈혈의 원인을 규명하고자 할 때 이 정보를 사용한다. 적혈구가 정상보다 크거나 작은지, 혹은 적혈구마다 크기가 균일하지 않고 차이가 심한지에 따라 추가적인 검사 방향을 정하거나 진단 과정에 도움을 주어 환자가 빠른 치료를 받도록 할 수 있다.

### 수동 혈액 검사

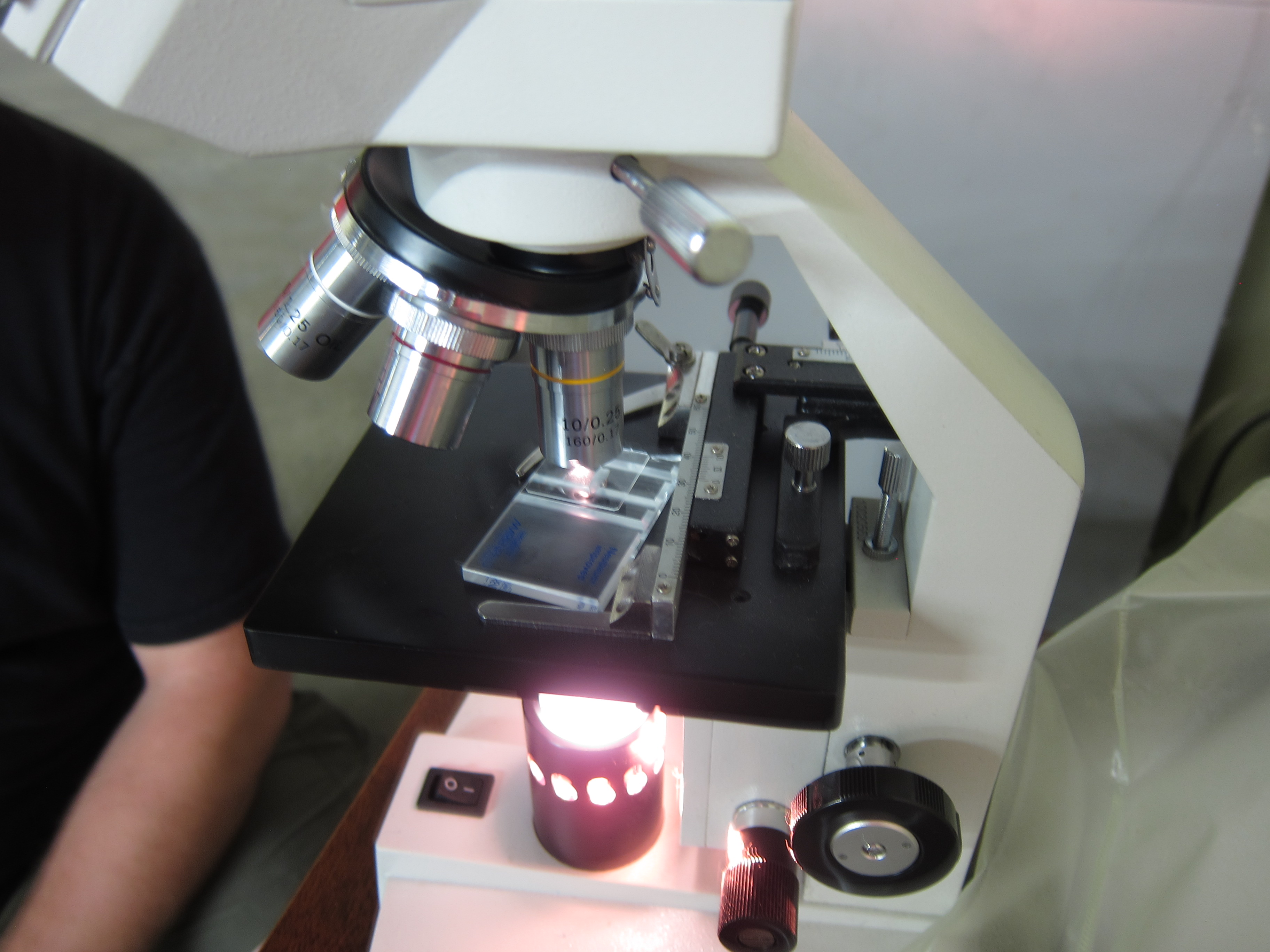
손으로 혈액 검사를 할 때에는 광학 현미경과 특수한 현미경 슬라이드인 혈구계를 사용한다.

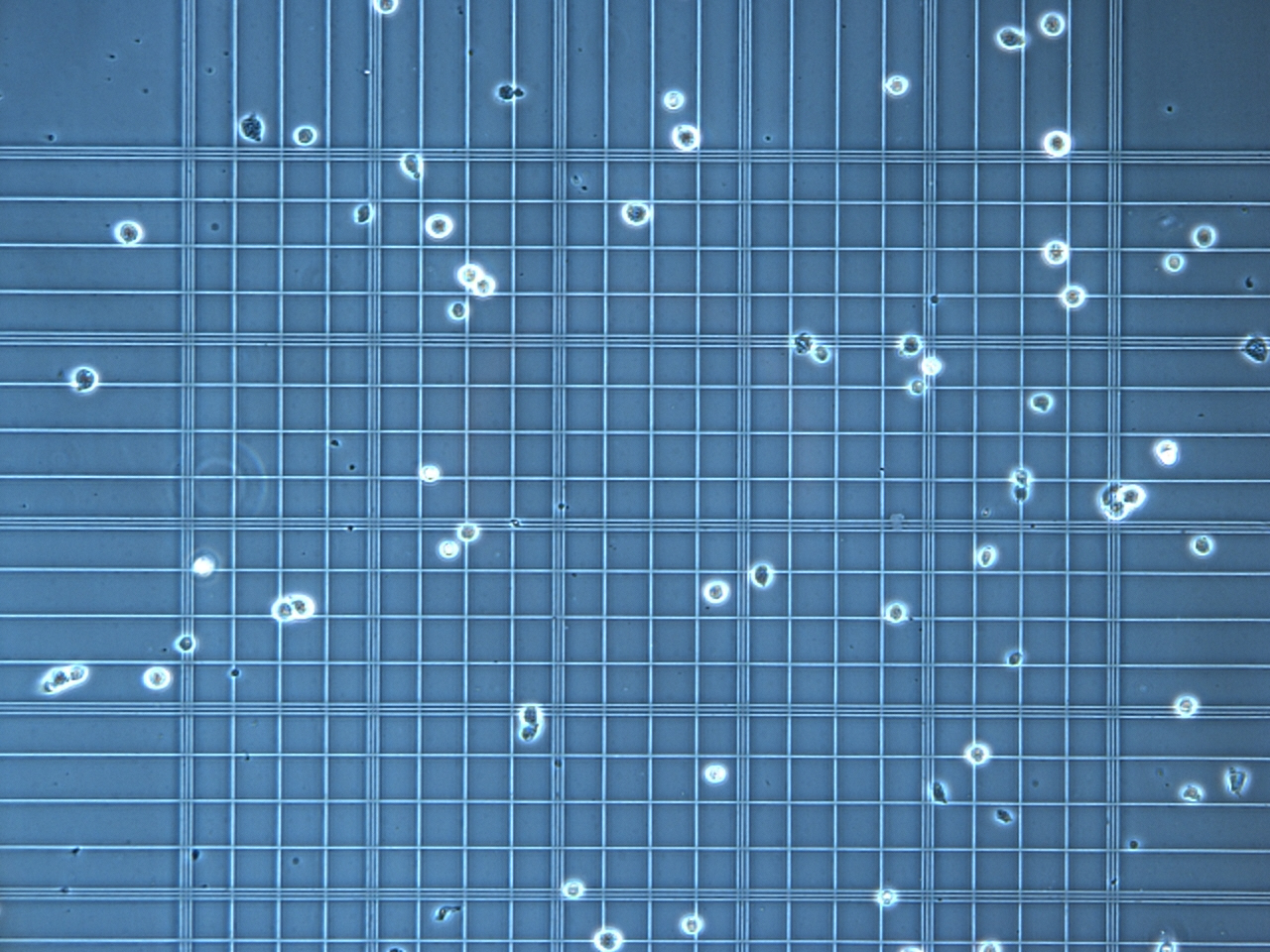
현미경에서 본 혈구계 슬라이드. 혈구계에는 격자가 있어 이미 헤아린 세포를 구분하기 쉽게 도와준다.

혈구계는 격자 선이 그려져 있는 특수한 슬라이드로, 혈구계산판에 희석한 혈액을 일정한 부피 올리고 혈구를 센다. 희석 비율에 따라 혈액 리터 당 적혈구와 백혈구 수를 계산한다.
백혈구를 감별계산하기 위해서는 혈액 도말을 하여 백혈구를 많이, 최소한 100개 이상 센다. 이에 따라 각 백혈구별로 분율을 계산하고 백혈구 총 수를 곱하면 각 백혈구의 개수를 얻을 수 있다.
손으로 혈구를 세는 방법은 자동 분석기의 결과를 신뢰할 수 없을 때 유용하다. 혈중에 비정상적인 세포가 존재하거나 특정 혈액학적 상황에서만 말초 혈액에 존재하는 세포는 자동 분석기가 제대로 분석하지 못할 수 있다. 수기 혈액 검사는 자동 분석에 비하여 적은 수의 세포를 검사하기 때문에 표본 오류가 있을 수 있다.
비정상적인 백혈구뿐만 아니라 적혈구의 모양 변화도 중요한 진단 도구이다. 자동 분석기는 적혈구의 수나 평균 크기, 크기의 편차에 관계없이 빠르고 믿을 수 있는 결과를 제공하지만, 적혈구의 모양을 감지하지는 않는다. 또한 어떤 환자의 혈소판은 항응고제 EDTA를 첨가한 혈액에서 덩어리로 모이기 때문에 자동 분석기가 본래 혈소판 수보다 적게 결과를 출력할 수도 있다. 이러한 경우에 검사를 하는 사람은 혈소판이 덩어리지는 양상을 보고 혈소판이 정상적인지, 높거나 낮은지 추정할 수 있다.

## 검사 항목

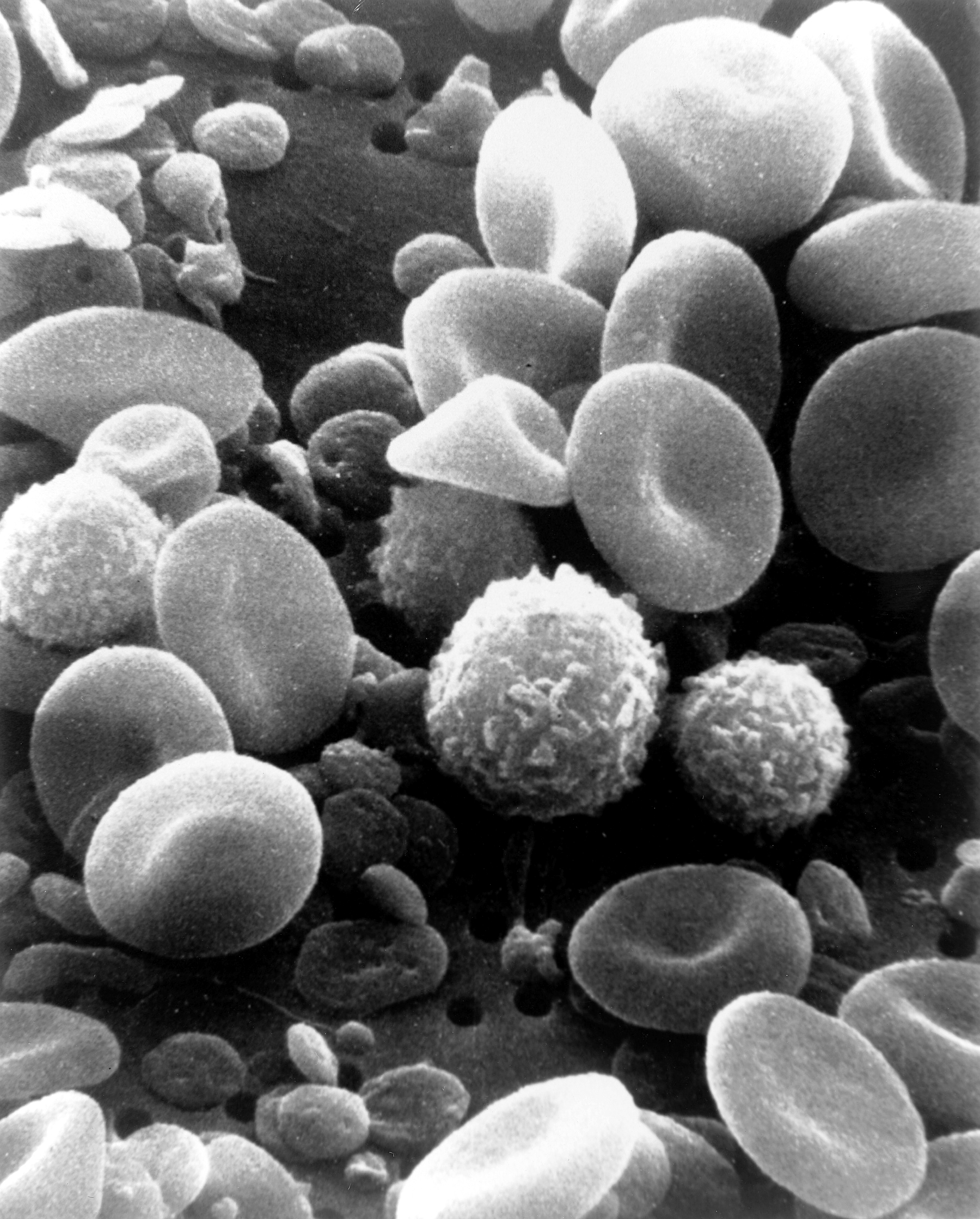
주사전자현미경으로 본 사람의 혈액 세포. 적혈구와 울퉁불퉁한 백혈구, 원반형 혈소판을 볼 수 있다.

일반 혈액 검사는 아래와 같은 검사를 포함한다.

### 적혈구
- 총 적혈구 : 리터 당 적혈구 수로 나타낸다.[5] 철 결핍성 빈혈은 적혈구의 수가 적다.

### 헤모글로빈
- 헤모글로빈 : 혈액에 있는 헤모글로빈의 양을 그램 당 데시리터(g/dL)로 나타낸다.[5] 헤모글로빈 수치가 낮으면 빈혈 징후로 본다.

### 적혈구용적률
- 적혈구용적률 또는 농축세포용적(PCV) : 전체 혈액 중에서 적혈구가 차지하는 비율이다.[5]
- 적혈구지수 : 적혈구의 크기와 헤모글로빈 함량을 검사한다. 빈혈 여부 및 비정상값에 따라 빈혈의 종류를 알 수 있다.[6]

### MCV
- 평균 적혈구 용적(MCV) : 펨토리터 단위로 측정하는 적혈구의 평균 부피.[5] 평균 적혈구 용적이 정상 범위보다 작으면 작은적혈구빈혈, 크면 큰적혈구빈혈로 분류한다. 평균 적혈구 용적이 정상 범위에 속하는 빈혈은 정상적혈구빈혈로 분류한다. 평균 적혈구 용적에 영향을 미치는 기타 조건에는 지중해빈혈, 그물적혈구증가증, 알코올중독, 화학요법, 비타민 B12 결핍, 엽산 결핍 등이 있다.

### MCH
- 평균 적혈구 헤모글로빈(MCH) : 적혈구 당 헤모글로빈의 평균적인 양을 피코그램 단위로 나타낸다.[5]

### MCHC
- 평균 적혈구 헤모글로빈 농도(MCHC) : 적혈구에 있는 헤모글로빈의 평균 농도.

### RDW
- 적혈구 크기 분포(RDW) : 적혈구 개별 부피 차이를 나타낸다.

### 백혈구
- 총 백혈구 : 모든 종류의 백혈구를 전체에 대한 비율(%)과 절대적인 수치(L-1)로 나타낸다.[5]

### 감별혈구계산
- 호중성 과립구(호중구) : 세균 감염이나 급성 바이러스 감염의 지표이다. 핵이 분절형이기 때문에 호중구를 "segs"라고 표현하기도 한다. 골수에서 막 나온 덜 성숙한 호중구의 핵은 분절형이 아니고 띠나 막대 모양으로, "bands"나 "stabs"라 한다.[7]
- 림프구 : 감염단핵구증 같은 바이러스 감염이나 만성 림프구성 백혈병(CLL)의 경우에 림프구가 증가한다. HIV 감염에 의하여 감소할 수 있다. 성인의 림프구는 호중구 다음으로 많은 백혈구이다. 8세 이하의 어린이는 림프구가 호중구보다 많다.[7]
- 단핵구 : 세균 감염, 결핵, 말라리아의 경우에 증가한다. 록키산 홍반열, 단핵구성 백혈병, 만성 궤양성 대장염, 국소 소장염의 경우 증가한다.[7]
- 호산성 과립구(호산구) : 기생충 감염, 천식, 알러지 반응의 경우 증가한다.
- 호염기성 과립구(호염기구) : 백혈병이나 림프종의 경우 골수에서 증가할 수 있다.[7]

수작업으로 각 혈구의 수를 세는 방법을 통하여 일반적으로는 말초 혈액에 존재하지 않는 세포에 대한 정보를 얻을 수 있다. 어떤 병이 진행되는 과정에서 특정 세포가 방출되기도 한다.

### 혈소판
- 혈액에 정상적으로 존재하는 혈소판 숫자와 크기 혹은 크기 범위에 대한 정보를 얻는다.[5]
- 평균 혈소판 용적(MPV) : 평균적인 혈소판 크기를 측정한다.

## 결과 및 해석
일반 혈액 검사의 결과에서 각 항목의 이름과, 측정 단위, 표준 범위 등은 실험실과 국가마다 다를 수 있다. 결과는 실험을 한 실험실에서 제공하는 단위와 표준 범위에 따라서 해석하여야 한다.
혈류에 있는 세포의 수가 증가 혹은 감소하였는지에 따라 정의되는 질병이 있다.
| 세포 유형      | 증가              | 감소                           |
| -------------- | ----------------- | ------------------------------ |
| 적혈구(RBC)    | 적혈구증가증      | 빈혈이나 적혈구감소증          |
| 백혈구(WBC):   | 백혈구증가증      | 백혈구감소증                   |
| – 림프구       | – 림프구증가증    | – 림프구감소증                 |
| – 과립구:      | – 과립구증가증    | – 과립구감소증 혹은 무과립구증 |
| –– 호중구      | –– 호중구증가증   | –– 호중구감소증                |
| –– 호산구      | –– 호산구증가증   | –– 호산구감소증                |
| –– 호염기구    | –– 호염기구증가증 | –– 호염기구감소증              |
| 혈소판         | 혈소판증가증      | 혈소판감소증                   |
| 모든 혈액 세포 | –                 | 온혈구감소증                   |

혈구 수 변화는 다음과 같은 질병의 징후일 수 있다.
- 백혈구증가증은 감염의 신호일 수 있다.
- 혈소판감소증은 약물 독성으로 인한 것일 수 있다.
- 온혈구감소증은 일반적으로 골수에서 생산되는 세포의 양이 감소하였을 때 나타난다. 암을 치료하기 위한 화학요법에 따른 합병증으로 흔히 나타난다.

## 같이 보기
- 혈액 검사

### 내용주
1. ↑  가시(Fishbones)라고 부르기도 한다. 각 위치는 일반적으로 쓰이는 것으로, 항상 같은 배열로 쓰지는 않는다.

### 참조주
1. ↑  Verso, ML (May 1962). “The Evolution of Blood Counting Techniques” (PDF). 《Read at a meeting of the Section of the History of Medicine, First Australian Medical Congress》 8: 149–58. doi:10.1017/s0025727300029392. PMC 1033366. PMID 14139094. 2013년 9월 9일에 확인함.
2. ↑  Mayo Clinic (2014년 2월 14일). “Complete blood count (CBC) Why it's done - Tests and Procedures”. 《mayoclinic.org》. 2014년 7월 29일에 확인함.
3. 1 2 3  American Association of Blood Banks (2014년 4월 24일). “Five Things Physicians and Patients Should Question”. 《Choosing Wisely: an initiative of the ABIM Foundation》. American Association of Blood Banks. 2014년 9월 24일에 원본 문서에서 보존된 문서. 2014년 7월 25일에 확인함.에서 아래를 인용함
  - Napolitano LM, Kurek S, Luchette FA;  외. (2009년 12월). “Clinical practice guideline: red blood cell transfusion in adult trauma and critical care”. 《Crit. Care Med.》 37 (12): 3124–57. doi:10.1097/CCM.0b013e3181b39f1b. PMID 19773646.
4. ↑  Buttarello M, Plebani M (2008년 7월). “Automated blood cell counts: state of the art.”. 《American journal of clinical pathology》 130 (1): 104–16. doi:10.1309/EK3C7CTDKNVPXVTN. PMID 18550479.
5. 1 2 3 4 5 6 7  David C., Dugdale (2012년 3월 19일). “CBC: MedlinePlus Medical Encyclopedia”. 《MedlinePlus》. United States National Library of Medicine. 2014년 7월 29일에 확인함.
6. ↑  “RBC indices”. MedlinePlus: U.S. National Library of Medicine. 2013년 6월 1일에 확인함.
7. 1 2 3 4  “Complete Blood count with Differential”. RbCeus.com. 2013. 2014년 11월 21일에 확인함.